# Mistrzostwa Europy w Lataniu Rajdowym 2009
7. Mistrzostwa Europy w Lataniu Rajdowym 2009 odbyły się w Hiszpanii w miejscowości Castellón de la Plana w dniach 6–12 września 2009 roku. Startowały 32 załogi z 9 krajów (nie startowali Czesi). 
Trzy medale w zawodach zdobyła reprezentacja Polski. Srebrny medal zdobyła załoga Wacław Wieczorek i Bolesław Radomski, a brązowy medal wywalczył Janusz Darocha i Zbigniew Chrząszcz. Drużynowo triumfowali Polacy.

## Wyniki

### klasyfikacja załóg
| Miejsce | Zawodnik                           | Wynik (pkt) |
| ------- | ---------------------------------- | ----------- |
|         | Julien Cherioux David Le Gentil    | 246,00      |
|         | Wacław Wieczorek Bolesław Radomski | 312,00      |
|         | Janusz Darocha Zbigniew Chrząszcz  | 360,00      |
| 4.      | Michał Wieczorek Michał Osowski    | 366,00      |
| 5.      | Roberto Blanco David Mas           | 556,00      |
| 6.      | Olivier Riviere Philippe Muller    | 568,00      |

### klasyfikacja drużynowa
| Miejsce | Reprezentacja                                                                       | Wynik (pkt) |
| ------- | ----------------------------------------------------------------------------------- | ----------- |
|         | Polska · Janusz Darocha · Zbigniew Chrząszcz · Wacław Wieczorek · Bolesław Radomski | 672,00      |
|         | Francja · Julien Cheroix · David Le Gentil · Olivier Riviere · Philippe Muller      | 814,00      |
|         | Hiszpania · Roberto Blanco · David Mas · Carlos Eugui · Gorka Imizcoz               | 1342,00     |
| 4.      | Austria                                                                             | 3006,00     |
| 5.      | Wielka Brytania                                                                     | 6534,00     |
| 6.      | Rosja                                                                               | 10718,00    |